# Brevipalpus grandis
Brevipalpus grandis är en spindeldjursart som beskrevs av Mitchell 1974. Brevipalpus grandis ingår i släktet Brevipalpus och familjen Tenuipalpidae. Inga underarter finns listade.